# Kroger St. Jude International and the Cellular South Cup 2003 - Qualificazioni singolare maschile
Le qualificazioni del singolare maschile del Kroger St. Jude International and the Cellular South Cup 2003 sono state un torneo di tennis preliminare per accedere alla fase finale della manifestazione. I vincitori dell'ultimo turno sono entrati di diritto nel tabellone principale. In caso di ritiro di uno o più giocatori aventi diritto a questi sono subentrati i lucky loser, ossia i giocatori che hanno perso nell'ultimo turno ma che avevano una classifica più alta rispetto agli altri partecipanti che avevano comunque perso nel turno finale.
Le qualificazioni del torneo Kroger St. Jude International and the Cellular South Cup 2003 prevedevano 16 partecipanti di cui 4 sono entrati nel tabellone principale.

## Teste di serie
1. Magnus Norman (Qualificato)
2. Cecil Mamiit (Qualificato)
3. Joan Balcells (primo turno)
4. Jan Vacek (ultimo turno)

1. Scott Draper (ultimo turno)
2. Peter Luczak (primo turno)
3. Julien Varlet (Qualificato)
4. Alex Kim (ultimo turno)

## Qualificati
1. Magnus Norman
2. Cecil Mamiit

1. Eric Taino
2. Julien Varlet

## Tabellone

### Legenda
| - Q = Qualificato - WC = Wild card - LL = Lucky loser | - ALT = Alternate - SE = Special Exempt - PR = Protected Ranking | - w/o = Walkover - r = Ritirato - d = Squalificato |

### Sezione 1
|  | Primo turno | Primo turno      | Primo turno      | Primo turno | Primo turno |  |  | Ultimo turno | Ultimo turno  | Ultimo turno  | Ultimo turno | Ultimo turno |  |
|  |             |                  |                  |             |             |  |  |              |               |               |              |              |  |
|  | 1           | Magnus Norman    | Magnus Norman    | 6           | 6           |  |  |              |               |               |              |              |  |
|  |             | Phillip Simmonds | Phillip Simmonds | 1           | 2           |  |  | 1            | Magnus Norman | Magnus Norman | 6            | 6            |  |
|  |             | Mario Radić      | 6                | 3           | 6           |  |  |              | Mario Radić   | Mario Radić   | 2            | 4            |  |
|  | 6           | Peter Luczak     | 3                | 6           | 3           |  |  |              |               |               |              |              |  |

### Sezione 2
|  | Primo turno | Primo turno      | Primo turno      | Primo turno | Primo turno |  |  | Ultimo turno | Ultimo turno | Ultimo turno | Ultimo turno | Ultimo turno |  |
|  |             |                  |                  |             |             |  |  |              |              |              |              |              |  |
|  | 2           | Cecil Mamiit     | Cecil Mamiit     | 6           | 6           |  |  |              |              |              |              |              |  |
|  |             | Jack Brasington  | Jack Brasington  | 3           | 1           |  |  | 2            | Cecil Mamiit | 6            | 3            | 6            |  |
|  | 5           | Scott Draper     | Scott Draper     | 7           | 7           |  |  | 5            | Scott Draper | 4            | 6            | 2            |  |
|  |             | Dmitrij Tursunov | Dmitrij Tursunov | 65          | 64          |  |  |              |              |              |              |              |  |

### Sezione 3
|  | Primo turno | Primo turno   | Primo turno   | Primo turno | Primo turno |  |  | Ultimo turno | Ultimo turno | Ultimo turno | Ultimo turno | Ultimo turno |  |
|  |             |               |               |             |             |  |  |              |              |              |              |              |  |
|  |             | Eric Taino    | Eric Taino    | 7           | 6           |  |  |              |              |              |              |              |  |
|  | 3           | Joan Balcells | Joan Balcells | 64          | 3           |  |  |              | Eric Taino   | 6            | 62           | 6            |  |
|  | 8           | Alex Kim      | Alex Kim      | 6           | 6           |  |  | 8            | Alex Kim     | 3            | 7            | 3            |  |
|  |             | Jaymon Crabb  | Jaymon Crabb  | 1           | 1           |  |  |              |              |              |              |              |  |

### Sezione 4
|  | Primo turno | Primo turno   | Primo turno   | Primo turno | Primo turno |  |  | Ultimo turno | Ultimo turno  | Ultimo turno | Ultimo turno | Ultimo turno |  |
|  |             |               |               |             |             |  |  |              |               |              |              |              |  |
|  | 4           | Jan Vacek     | Jan Vacek     | 7           | 6           |  |  |              |               |              |              |              |  |
|  |             | Brendan Evans | Brendan Evans | 5           | 4           |  |  | 4            | Jan Vacek     | 4            | 7            | 4            |  |
|  | 7           | Julien Varlet | Julien Varlet | 7           | 6           |  |  | 7            | Julien Varlet | 6            | 63           | 6            |  |
|  |             | Lesley Joseph | Lesley Joseph | 65          | 3           |  |  |              |               |              |              |              |  |